# Lipothymus panchoi
Lipothymus panchoi är en stekelart som beskrevs av Wiebes 1974. Lipothymus panchoi ingår i släktet Lipothymus och familjen fikonsteklar.
Artens utbredningsområde är Filippinerna. Inga underarter finns listade i Catalogue of Life.